# Métallogénie
Ne doit pas être confondu avec Gitologie.

Abondance des éléments dans la croûte terrestre supérieure en fonction de leur numéro atomique (éléments pétrogènes et éléments métallogènes).

La métallogénie, appelée aussi métallogenèse, étudie les mécanismes de formation des gisements métallifères et se propose de définir des outils méthodologiques et des guides de prospection utilisables par les explorateurs et prospecteurs miniers.

## Gisements métallifères et mécanismes de formation
Un gisement métallifère correspond à une formation géologique dans laquelle l'élément chimique exploité se trouve à une teneur très supérieure à celle du clarke de cet élément.
- Gîtes ou gisements magmatiques : minéralisation par ségrégation magmatique (formée par des processus magmatiques tels que la cristallisation fractionnée ou l'immiscibilité d'un liquide sulfuré ou oxydé)[1].
- Gîtes filoniens (les plus courants) : minéralisation hydrothermale[2],[3].
- Gîtes sédimentaires (courants) :
  - Cémentation (zone illuviale) : au-dessus d'un gisement et en relation avec le niveau piézométrique il y a oxydation en partie supérieure (fer) et réduction en dessous (sulfures).
  - Substitution : création de gisements par métasomatose par exemple dans des calcaires ou des grès au voisinage de filons.
  - Désagrégation et altération : la roche mère est altérée formant des gisements résiduels d'éluvions. Exemple nickel de Nouvelle-Calédonie, aluminium des bauxites et fer oolithique (d'origine chimico-biologique).
  - Placers (détritique ou alluvionnaire) : résultent souvent du transport par les eaux vives (or).
- Gîtes de contact : dans les zones de métamorphisme et roches sédimentaires. On trouve cuivre, fer, zinc, or et argent.

## Prospection
- Analyse chimique de l'eau : mise en évidence des traceurs.
- Magnétométrie